# سراة عبيدة
سراة عبيدة هي مدينة سعودية والعاصمة الإدارية لمحافظة سراة عبيدة، التابعة لمنطقة عسير

## الموقع الجغرافي
تقع محافظة سراة عبيدة شمال منطقة ظهران الجنوب وتعتبر قرية البوطة مركز محافظة سراه عبيدة وتبعد بلدة السراة مسافة (٦٥) كم عن مدينة أبها كما تبعد (٤٠) كم عن ظهران الجنوب على الطريق الاقليمي  خميس مشيط - نجران وتحيط  السراة عدد من القرى كما تحيط بها السهول الزراعية وتعتبر بلدة السراة من المدن الهامة بمنطقة عسير ويخترق منطقة السراة عدد من الوديان مثل وادي الجوف ووادي خضار ووادي العمل . ووادي رغد ووادي السراة وينتسب سكان عبيدة إلى قبائل قحطان ويتوزع سكان سراة عبيدة على عدد كبير من القرى ويتميز مجتمع السراة بأنه مجتمع رعوي زراعي تجاري تغلب عليه السمات الزراعية وتعتبر بلدة السراة مركزا إداريا بالمنطقة لوجود معظم الخدمات الحكومية فيه وقد نشطت البلدة بعد عملية تخطيطها وقيام البلدية بسفلتة الشوارع فيها .

## سبب التسمية
سراة عبيدة وكانت تسمى قديماً سراة جنب 
نسبةً إلى سوقها المشهور خميس عبيدة، وهو من الأسواق الأسبوعية الذي يعقد كل يوم خميس بوسط محافظة سراة عبيدة التي كانت تُسمى قديمًا البوطة.